# Buitinga kanzuiri
Buitinga kanzuiri là một loài nhện trong họ Pholcidae. Loài này được phát hiện ở Congo.